# Mandla Mandela
Zwelivelile Mandela eller Mandla Mandela, född 1974, är en sydafrikansk politiker. Han tillhör ANC och sitter i Sydafrikas parlament.Han är sonson till Nelson Mandela.
Mandla Mandela är ledare för Tembufolket i byn Mvezo, där ätten Mandela styrt sedan 1100-talet. Fadern Makgatho Mandela avled 2005 i aids.